# Hemioniscus balani
Hemioniscus balani is een pissebed uit de familie Hemioniscidae. De wetenschappelijke naam van de soort is voor het eerst geldig gepubliceerd in 1866 door Buchholtz.